# Championnats du monde juniors de ski alpin 2021
Navigation
Narvik 2020 Panorama 2022
La 40e édition des Championnats du monde juniors de ski alpin se déroule du 3 au 10 mars 2021 à Bansko en Bulgarie. C'est la 1re fois que la Bulgarie organise ces Championnats du monde juniors.
La compétition devait compter 11 épreuves, mais en raison de la situation sanitaire liée à la pandémie de Covid-19, 5 épreuves sont supprimées : les 2 descentes, les 2 combinés et l'épreuve par équipe mixte. Les garçons seront d'abord en lice pour le super G, le slalom géant et le slalom, puis les filles disputeront les mêmes épreuves.
Chez les hommes ce sont l'italien Giovanni Franzoni et l'autrichien Lukas Feurstein qui dominent. Le premier l'emporte devant le second dans le super G et le résultat est inversé dans le slalom géant. Le podium du super G se tient sur 5 centièmes de seconde. En slalom l'américain Benjamin Ritchie, vice-champion de la dernière édition (courue en 2019), l'emporte devant le suisse Fadri Janutin.
Chez les femmes les 9 médailles sont attribuées à 9 skieuses différentes. Le podium du super G est exclusivement autrichien. Lena Wechner l'emporte devant Magdalena Kappaurer et la championne du monde juniors en titre Magdalena Egger. Les slaloms sont remportés par de très jeunes skieuses 
(nées en 2002) : la suédoise Hanna Aronsson Elfman et l'italienne Sophie Mathiou (qui a tout juste 18 ans).
Au tableau des médailles, ainsi qu'au trophée des nations (Marc Hodler), l'Autriche l'emporte devant l'Italie et la Suède.

## Pistes
|                    | Super G | Slalom géant | Slalom |
| Altitude de départ | 2060 m  | 1960 m       | 1810 m |
| Altitude d’arrivée | 1610 m  | 1610 m       | 1610 m |
| Dénivellation      | 450 m   | 350 m        | 200 m  |
| Longueur totale    | 1238 m  | 986 m        | 613 m  |
| Pente maximum      | 0057 %  | 0057 %       | 0054 % |
| Pente moyenne      | 0039 %  | 0038 %       | 0035 % |
| Pente minimum      | 0020 %  | 0020 %       | 0016 % |

## Podiums

### Hommes
| Épreuves                 | Or                          | Argent                   | Bronze                |
| ------------------------ | --------------------------- | ------------------------ | --------------------- |
| Descente -               | annulée                     | annulée                  | annulée               |
| Super G 3 mars 2021      | Giovanni Franzoni Italie    | Lukas Feurstein Autriche | Gaël Zulauf Suisse    |
| Slalom géant 4 mars 2021 | Lukas Feurstein Autriche    | Giovanni Franzoni Italie | Kaspar Kindem Norvège |
| Slalom 5 mars 2021       | Benjamin Ritchie États-Unis | Fadri Janutin Suisse     | Joshua Sturm Autriche |
| Combiné -                | annulé                      | annulé                   | annulé                |

### Femmes
| Épreuves                 | Or                          | Argent                       | Bronze                   |
| ------------------------ | --------------------------- | ---------------------------- | ------------------------ |
| Descente -               | annulée                     | annulée                      | annulée                  |
| Super G 8 mars 2021      | Lena Wechner Autriche       | Magdalena Kappaurer Autriche | Magdalena Egger Autriche |
| Slalom géant 9 mars 2021 | Hanna Aronsson Elfman Suède | Marte Monsen Norvège         | Neja Dvornik Slovénie    |
| Slalom 10 mars 2021      | Sophie Mathiou Italie       | Moa Boström Müssener Suède   | A J Hurt États-Unis      |
| Combiné -                | annulé                      | annulé                       | annulé                   |

### Team Event
| Épreuves             | Or     | Argent | Bronze |
| -------------------- | ------ | ------ | ------ |
| Par équipes mixtes - | annulé | annulé | annulé |

## Tableau des médailles
| Rang  | Nation     | Or | Argent | Bronze | Total |
| ----- | ---------- | -- | ------ | ------ | ----- |
| 1     | Autriche   | 2  | 2      | 2      | 6     |
| 2     | Italie     | 2  | 1      | 0      | 3     |
| 3     | Suède      | 1  | 1      | 0      | 2     |
| 4     | États-Unis | 1  | 0      | 1      | 2     |
| 5     | Norvège    | 0  | 1      | 1      | 2     |
| 5     | Suisse     | 0  | 1      | 1      | 2     |
| 7     | Slovénie   | 0  | 0      | 1      | 1     |
| Total | Total      | 6  | 6      | 6      | 18    |

## Résultats détaillés

### Hommes

#### Super G
| Place | Nom               | Pays       | Temps | Ecart |
| ----- | ----------------- | ---------- | ----- | ----- |
| 1     | Giovanni Franzoni | Italie     | 49,70 |       |
| 2     | Lukas Feurstein   | Autriche   | 49,74 | 0,04  |
| 3     | Gaël Zulauf       | Suisse     | 49,75 | 0,05  |
| 4     | Kaspar Kindem     | Norvège    | 49,82 | 0,12  |
| 5     | Guerlain Favre    | France     | 49,87 | 0,17  |
| 6     | Philipp Lackner   | Autriche   | 50,05 | 0,35  |
| 7     | Rok Ažnoh         | Slovénie   | 50,25 | 0,55  |
| 8     | Turo Torvinen     | Finlande   | 50,44 | 0,74  |
| 9     | Isaiah Nelson     | États-Unis | 50,49 | 0,79  |
| 10    | Joel Lütolf       | Suisse     | 50,54 | 0,84  |

#### Slalom géant
| Place | Nom               | Pays       | Temps   | Ecart |
| ----- | ----------------- | ---------- | ------- | ----- |
| 1     | Lukas Feurstein   | Autriche   | 1:45,33 |       |
| 2     | Giovanni Franzoni | Italie     | 1:46,05 | 0,72  |
| 3     | Kaspar Kindem     | Norvège    | 1:46,22 | 0,89  |
| 4     | Simon Luca Wolf   | Allemagne  | 1:46,60 | 1,27  |
| 5     | Fadri Janutin     | Suisse     | 1:46,67 | 1,34  |
| 6     | Joshua Sturm      | Autriche   | 1:46,93 | 1,60  |
| 7     | Isaiah Nelson     | États-Unis | 1:47,10 | 1,77  |
| 8     | William Hansson   | Suède      | 1:47,31 | 1,98  |
| 9     | Diego Orecchioni  | France     | 1:47,33 | 2,00  |
| 10    | Armin Dornauer    | Autriche   | 1:47,45 | 2,12  |

#### Slalom
| Place | Nom              | Pays       | Temps   | Ecart |
| ----- | ---------------- | ---------- | ------- | ----- |
| 1     | Benjamin Ritchie | États-Unis | 1.40,36 |       |
| 2     | Fadri Janutin    | Suisse     | 1.40,84 | 0,48  |
| 3     | Joshua Sturm     | Autriche   | 1.41,06 | 0,70  |
| 4     | Kaspar Kindem    | Norvège    | 1.41,32 | 1,16  |
| 5     | Joel Lütolf      | Suisse     | 1.41,63 | 1,27  |
| 6     | Lukas Feurstein  | Autriche   | 1.41,88 | 1,52  |
| 7     | Armin Dornauer   | Autriche   | 1.42,06 | 1,70  |
| 8     | Dominik Zerhoch  | Allemagne  | 1.42,72 | 2,37  |
| 9     | Tormis Laine     | Estonie    | 1.43,44 | 3,08  |
| 10    | Adam Hofstedt    | Suède      | 1.43,66 | 3,30  |

### Femmes

#### Super G
| Place | Nom                   | Pays      | Temps | Ecart |
| ----- | --------------------- | --------- | ----- | ----- |
| 1     | Lena Wechner          | Autriche  | 53,32 |       |
| 2     | Magdalena Kappaurer   | Autriche  | 53,56 | 0,24  |
| 3     | Magdalena Egger       | Autriche  | 53,69 | 0,37  |
| 4     | Hanna Aronsson Elfman | Suède     | 54,07 | 0,75  |
| 5     | Delia Durrer          | Suisse    | 54,29 | 0,97  |
| 6     | Ilaria Ghisalberti    | Italie    | 54,35 | 1,03  |
| 7     | Neja Dvornik          | Slovénie  | 54,40 | 1,08  |
| 8     | Erika Pykäläinen      | Finlande  | 54,66 | 1,34  |
| 9     | Marte Monsen          | Norvège   | 54,83 | 1,51  |
| 10    | Nadine Kapfer         | Allemagne | 54,85 | 1,53  |

#### Slalom géant
| Place | Nom                       | Pays      | Temps   | Ecart |
| ----- | ------------------------- | --------- | ------- | ----- |
| 1     | Hanna Aronsson Elfman     | Suède     | 1:46,54 |       |
| 2     | Marte Monsen              | Norvège   | 1:47,29 | 0,75  |
| 3     | Neja Dvornik              | Slovénie  | 1:47,42 | 0,88  |
| 4     | Sara Rask                 | Suède     | 1:47,51 | 0,97  |
| 5     | Elena Sandulli            | Italie    | 1:47,76 | 1,22  |
| 6     | Lisa Marie Loipetssperger | Allemagne | 1:48,04 | 1,50  |
| 7     | Moa Boström Müssener      | Suède     | 1:48,14 | 1,60  |
| 8     | Ilaria Ghisalberti        | Italie    | 1:48,18 | 1,64  |
| 9     | Erika Pykäläinen          | Finlande  | 1:48,28 | 1,74  |
| 10    | Sophie Mathiou            | Italie    | 1:48,32 | 1,78  |

#### Slalom
| Place | Nom                   | Pays       | Temps   | Ecart |
| ----- | --------------------- | ---------- | ------- | ----- |
| 1     | Sophie Mathiou        | Italie     | 1:40,24 |       |
| 2     | Moa Boström Müssener  | Suède      | 1:40,44 | 0,20  |
| 3     | A J Hurt              | États-Unis | 1:40,45 | 0,21  |
| 4     | Paulina Schlosser     | Allemagne  | 1:40,64 | 0,40  |
| 5     | Emma Aicher           | Allemagne  | 1:40,71 | 0,47  |
| 6     | Zoe Zimmermann        | États-Unis | 1:40,74 | 0,51  |
| 7     | Neja Dvornik          | Slovénie   | 1:40,87 | 0,63  |
| 8     | Sara Rask             | Suède      | 1:40,92 | 0,68  |
| 9     | Bianca Bakke Westhoff | Norvège    | 1:41,54 | 1,30  |
| 10    | Caitlin McFarlane     | France     | 1:41,63 | 1,39  |

## Classement du trophéeMarc Hodler
Ce Trophée permet de classer les nations en fonction des résultats dans le top-10 et détermine les futures places allouées aux nations en catégories juniors.
Le classement final est le suivant :
| Rang  | Nation     | Total | Super G H | Gèant H | Slalom H | Super G F | Géant F | Slalom F |
| 1     | Autriche   | 74    | 14        | 16      | 17       | 27        | -       | -        |
| 2     | Italie     | 44    | 10        | 9       | -        | 5         | 10      | 10       |
| 2     | Suède      | 44    | -         | 3       | 1        | 7         | 21      | 12       |
| 4     | Suisse     | 36    | 9         | 6       | 15       | 6         | -       | -        |
| 5     | Norvège    | 35    | 7         | 8       | 7        | 2         | 9       | 2        |
| 6     | Allemagne  | 29    | -         | 7       | 3        | 1         | 5       | 13       |
| 6     | États-Unis | 29    | 2         | 4       | 10       | -         | -       | 13       |
| 8     | Slovénie   | 20    | 4         | -       | -        | 4         | 8       | 4        |
| 9     | France     | 9     | 6         | 2       | -        | -         | -       | 1        |
| 10    | Finlande   | 8     | 3         | -       | -        | 3         | 2       | -        |
| 11    | Estonie    | 2     | -         | -       | 2        | -         | -       | -        |
| Total | Total      | 330   | 55        | 55      | 55       | 55        | 55      | 55       |